# Kari-Anne Jønnes

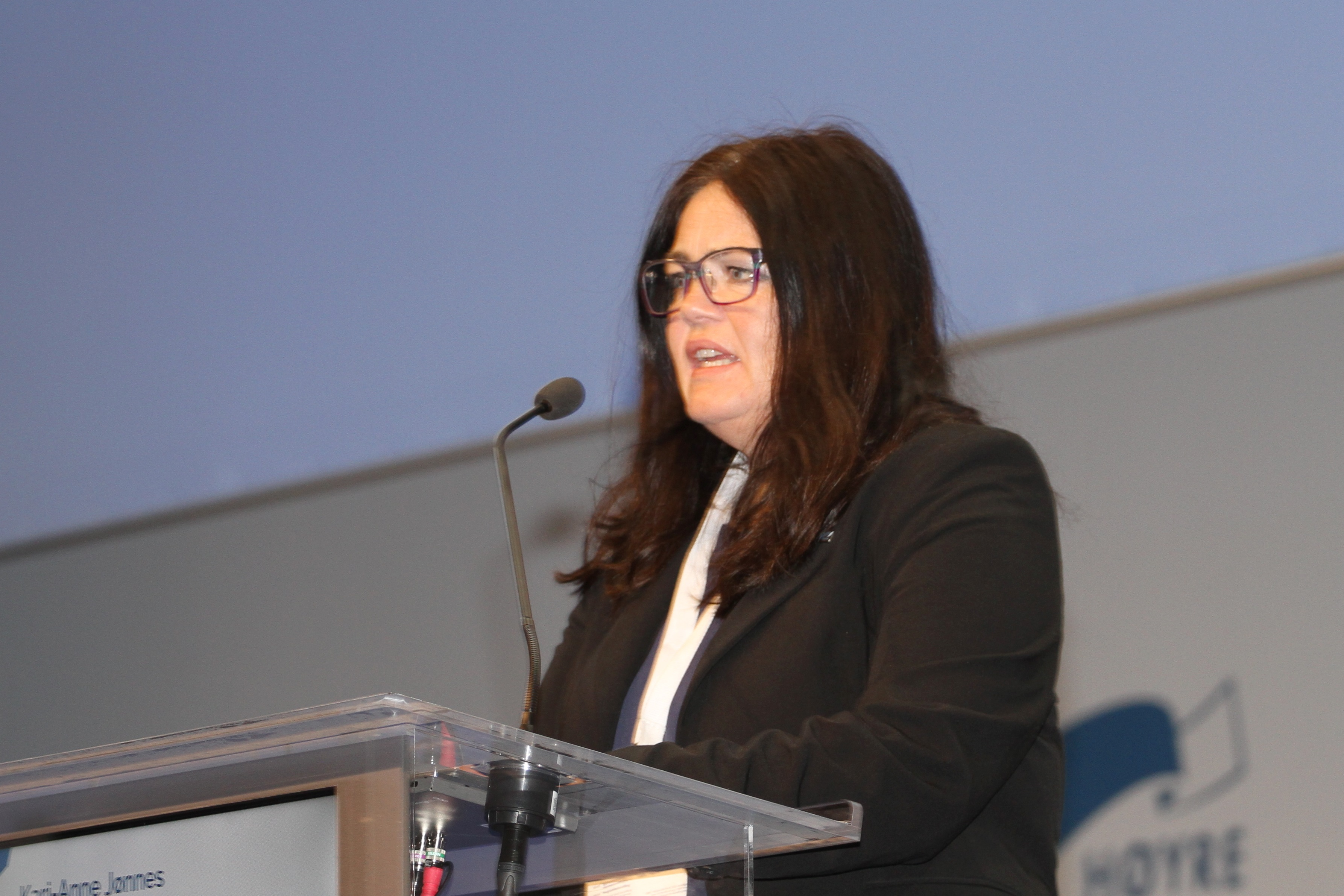
Kari-Anne Jønnes, 2017

Kari-Anne Jønnes (* 13. April 1972) ist eine norwegische Politikerin der konservativen Partei Høyre. Seit 2021 ist sie Abgeordnete im Storting.

## Leben
Jønnes stammt aus Gran und ist im Bereich des Hotel- und Tourismusgewerbes ausgebildet. Sie saß von 2007 bis 2015 im Kommunalparlament von Gran, anschließend bis 2019 im Fylkesting des damaligen Fylkes Oppland. Bei der Fylkestingswahl 2019 wurde sie schließlich Abgeordnete im Fylkesting von Innlandet.
Jønnes zog bei der Parlamentswahl 2021 erstmals in das norwegische Nationalparlament Storting ein. Dort vertritt sie den Wahlkreis Oppland und wurde Mitglied im Bildungs- und Forschungsausschuss.